# Oeneis mongolica
Oeneis mongolica är en fjärilsart som beskrevs av Charles Oberthür 1876. Oeneis mongolica ingår i släktet Oeneis och familjen praktfjärilar. Inga underarter finns listade i Catalogue of Life.